# 스캄피텔라
스캄피텔라(이탈리아어: Scampitella)는 이탈리아 캄파니아주 아벨리노도의 코무네다.